# Железня (Московская область)
Железня — деревня в городском округе Кашира Московской области.

## География
Находится в южной части Московской области на расстоянии приблизительно 21 км на юго-восток по прямой от железнодорожной станции Кашира.

## История
Известна с 1859 года, когда здесь (тогда сельцо) было учтено 12 дворов. До 2015 года входила в состав сельского поселения Домнинского Каширского района.

## Население
Постоянное население составляло 135 жителей (1859), 4 в 2002 году (русские 75 %), 1 в 2010.